# Pušenci
Pušenci este o localitate din comuna Ormož, Slovenia, cu o populație de 275 de locuitori.